# Гватемала на летних Олимпийских играх 2012
На летних Олимпийских играх 2012 года  Гватемала была представлена в двух видах спорта.

## Медалисты

### Серебро
| Серебро |               |                                                    |
| №       | Спортсмены    | Вид спорта (дисциплина)                            |
| 1       | Эрик Баррондо | Лёгкая атлетика (мужчины, ходьба на 20 километров) |

## Результаты соревнований

### Бадминтон
Спортсменов — 1
Мужчины
| Соревнование     | Спортсмены   | Групповой этап | Групповой этап | Групповой этап | 1/8 финала    | 1/4 финала    | 1/2 финала    | Финал         | Финал |
| Соревнование     | Спортсмены   | 1 матч         | 2 матч         | 3 матч         | 1/8 финала    | 1/4 финала    | 1/2 финала    | Финал         | Финал |
| Соревнование     | Спортсмены   | Соперник Счёт  | Соперник Счёт  | Соперник Счёт  | Соперник Счёт | Соперник Счёт | Соперник Счёт | Соперник Счёт | Место |
| ---------------- | ------------ | -------------- | -------------- | -------------- | ------------- | ------------- | ------------- | ------------- | ----- |
| Одиночный разряд | Кевин Кордон |                |                |                |               |               |               |               |       |

### Современное пятиборье
Спортсменов — 1
Современное пятиборье включает в себя: стрельбу, плавание, фехтование, верховую езду и бег. Впервые в истории соревнования по современному пятиборью проводились в новом формате. Бег и стрельба были объединены в один вид — комбайн. В комбайне спортсмены стартовали с гандикапом, набранным за предыдущие три дисциплины (4 очка = 1 секунда). Олимпийским чемпионом становится спортсмен, который пересекает финишную линию первым.
Мужчины
| Соревнование              | Спортсмены    | Фехтование | Фехтование | Фехтование | Плавание | Плавание | Плавание | Верховая езда | Верховая езда | Верховая езда | Комбайн  | Комбайн | Комбайн | Всего     | Всего |
| Соревнование              | Спортсмены    | Побед      | Очки       | Место      | Время    | Очки     | Место    | Штраф         | Очки          | Место         | Время    | Очки    | Место   | Результат | Место |
| ------------------------- | ------------- | ---------- | ---------- | ---------- | -------- | -------- | -------- | ------------- | ------------- | ------------- | -------- | ------- | ------- | --------- | ----- |
| Индивидуальное первенство | Андрей Георге | 15         | 760        | 25         | 2:13,89  | 1196     | 35       | 88            | 1112          | 22            | 11:15,58 | 2300    | 27      | 5368      | 31    |

### Стрельба
Мужчины
| Соревнование   | Спортсмены | Квалификация | Квалификация | Финал     | Финал     | Всего     | Всего |
| Соревнование   | Спортсмены | Результат    | Место        | Результат | Место     | Результат | Место |
| -------------- | ---------- | ------------ | ------------ | --------- | --------- | --------- | ----- |
| трап           |            |              |              |           |           |           |       |
| Жан-Пьер Броль | 116        | 28           | Не прошёл    | Не прошёл | Не прошёл | Не прошёл |       |

### Тяжёлая атлетика
Спортсменов — 2
Мужчины
| Категория    | Спортсмен      | Вес    | Рывок | Рывок | Рывок | Толчок | Толчок | Толчок | Всего | Место |
| Категория    | Спортсмен      | Вес    | 1     | 2     | 3     | 1      | 2      | 3      | Всего | Место |
| ------------ | -------------- | ------ | ----- | ----- | ----- | ------ | ------ | ------ | ----- | ----- |
| свыше 105 кг | Кристиан Лопес | 139.15 | 172   | 177   | 177   | 209    | 209    | 215    | 387   | 15    |

Женщины
| Категория   | Спортсмен        | Вес   | Рывок | Рывок | Рывок | Толчок | Толчок | Толчок | Всего | Место |
| Категория   | Спортсмен        | Вес   | 1     | 2     | 3     | 1      | 2      | 3      | Всего | Место |
| ----------- | ---------------- | ----- | ----- | ----- | ----- | ------ | ------ | ------ | ----- | ----- |
| свыше 75 кг | Астрид Кампосеко | 88.52 | 87    | 91    | 93    | 112    | 115    | 117    | 208   | 11    |